# Cârjoaia
Cârjoaia – wieś w Rumunii, w okręgu Jassy, w gminie Cotnari. W 2011 roku liczyła 1666 mieszkańców.